# Club Atlético Defensores de Vilelas
El Club Atlético Defensores de Vilelas es un club de fútbol de la ciudad de Puerto Vilelas, Provincia de Chaco, Argentina y milita en la Primera "A" de la Liga Chaqueña de Fútbol. Es el único club de la localidad en la liga.
En 2004 consigue el ascenso a la primera "A" pero en 2005 vuelve a bajar de categoría cuatro fechas antes del final del campeonato a manos de Sarmiento. En el 2008 "El Verde" clasificó sexto en la tabla general de la primera "B" y pasó al torneo hexagonal donde cayó 3 a 2 en el global (2 a 1 en la ida y en Vilelas 1 a 1) con Canallas del Sur.
En el año 2009, a pesar de hacer un torneo Clausura muy bueno y terminar 3º en la zona "A" , en la tabla general clasificó quinto y no pudo ingresar al Torneo Hexagonal final por una diferencia de gol de nueve tantos con el Deportivo Güiraldes.
En 2021, una gran campaña lo dejó muy cerca de lograr su primer título de liga, donde jugó un partido de desempate con Villa Alvear, en el cual el conjunto azul venció al verde por 3 a 1.
En 2022, Defensores de Vilelas logra consagrarse campeón del Torneo Federativo organizado por la Federación Chaqueña de Fútbol, obteniendo de esta manera su primer título oficial en Primera División a nivel provincial, ya que aún no había logrado consagrarse campeón de la Liga Chaqueña de Fútbol.
En 2024, logra consagrarse por primera vez campeón de la Liga Chaqueña de Fútbol, en el Torneo Apertura 2024, en una campaña impecable.
Luego de su ascenso en 2013, un equipo siempre protagonista en los torneos liguistas.

## Historia
El único club de la localidad sobreviviente en Liga Chaqueña. Su aniversario como club es el 14 de noviembre de 1952 pero su historia arrancó por 1945. Las fiestas patrias eran motivos para torneos de fútbol barrial. La ciudad contaba con muchas fábricas (de aceite, de tanino, de plomo, de frigoríficos, etcétera) y cada una armaba su equipo. En dichos torneos solían venir rivales de otras localidades, en condición de invitados. Así surgió la idea de armar un equipo que represente a los locales y sin dudas al nombre, coincidieron en que tenían que defender la localía y el nombre se contó solo. Los colores y la dirección de los bastones fueron propuestos por Carlos Winter, un porteño que era obrero de la fábrica de plomo e hincha de Banfild de Buenos Aires. Su participación como institución en forma oficial se da tras la desafiliación de la Fábrica Molinos Río de La Plata, lugar ocupado por el Verde. Su primer presidente fue Antonio Ruso. Entre otros dirigentes destacados aparece Pedro Álvarez ya que bajo su mandato se compró y construyó el estadio; también Rafael Giménez, Daniel Bermúdez, Oscar Turs Springer, Juan Manuel Etchevarne, Ramón Roa, Hugo Aldo Farías, Zacarías Vega, Héctor Rastellini, Italo Orso, Alberto Ficarra.
En sus inicios los entrenamientos se realizaron en un terreno junto a la fábrica de plomo National Lead Company, el cual había sido prestado por la misma. Al tiempo se mudaron al costado de la estación de servicio Esso (actual Shell). El tercer espacio prestado fue detrás de la fábrica de Sherlock. Los inicios como club tienen una anécdota, sin material documental para confirmar, en la que posiblemente Defensores fue el primer club en utilizar arcos con postes ovalados. El directivo Antonio Ruso se desempeñaba como tornero en la fábrica de Tanino y allí consiguió postes de Quebracho Colorado, con los mismos formó la portería para los entrenamientos. Dicha obra lamentablemente fue robada. Oficialmente la Federación Internacional del Fútbol Asociado (FIFA) aprobó el cambio de la forma cuadrada a circular en el año 1961 a partir de una polémica final de la Champions League en Europa, casi 10 años después del Verde.
En 2004 consigue el ascenso a la primera "A" pero en 2005 vuelve a bajar de categoría cuatro fechas antes del final del campeonato a manos de Sarmiento. En el 2008 "El Verde" clasificó sexto en la tabla general de la primera "B" y pasó al torneo hexagonal donde cayó 3 a 2 en el global (2 a 1 en la ida y en Vilelas 1 a 1) con Canallas del Sur .
En el año 2009, a pesar de hacer un torneo Clausura muy bueno y terminar 3º en la zona "A" , en la tabla general clasificó quinto y no pudo ingresar al Torneo Hexagonal final por una diferencia de gol de nueve tantos con el Deportivo Güiraldes.
En 2013 asciende a la Primera A luego de 8 años en la categoría de ascenso liguista. En 2014 logra mantener la categoría luego de imponerse en una de las llaves de pre-promoción frente a Club de Amigos. Luego de esa temporada, de ahí en más siempre fue protagonista en los torneos liguistas. En 2015 logra llegar a las semifinales del campeonato, donde pierde frente a Resistencia Central, a la postre campeón del certamen; merced a esta gran campaña, clasifica para el Torneo Federal C 2017. En 2016 logra un meritorio 4.º puesto. En 2017 juega por primera vez un certamen de carácter federal, el Torneo Federal C (antiguo Torneo del Interior, Argentino C); ese mismo año asciende al Torneo Federal B por mérito deportivo tras caer en semifinales y ser de los mejores 3 equipos del campeonato siendo beneficiado por la ampliación del Federal B a una mayor cantidad de clubes. En dicho torneo ocupa la zona "Litoral Norte". En el marco de la Liga Chaqueña de Fútbol, obtiene dos subcampeonatos en forma consecutiva, en 2017 y 2018, en los cuales se consagra campeón Estudiantes.
Aunque hasta el momento no tiene estrellas en la máxima categoría del fútbol local, ya sabe de representar a la Liga y la provincia. En 2017 salió del Chaco por primera vez en forma oficial, participando del Federal C y Federal B. En 2019 participó del Torneo Regional Federal Amateur y del Torneo Federativo. En el Apertura 2021 liguista, construye una gran campaña que lo lleva a un partido de desempate frente a Villa Alvear, donde pierde en una apasionante definición por 3-1 en el estadio de Sarmiento; detalle no menor, que si no fuera por la mala inclusión de un jugador de Defensores en el partido de la 4.ª fecha frente a Central Norte Argentino, hubiera sido un justo campeón. Luego, en el Clausura 2021, queda 3.º en la zona A, y al cabo de la temporada 2021, Defensores logra ser el equipo que obtuvo mayor cantidad de puntos en el año. En 2022, Defensores de Vilelas se consagró campeón del Torneo Federativo, siendo el priner título de manera oficial en un torneo de Primera División, en este caso de nivel provincial, ya que hasta ese momento no había logrado nunca consagrarse campeón en la Liga Chaqueña de Fútbol, cosa que lograría dos años más tarde en el Torneo Apertura 2024, por primera vez en su historia.

## Estadio
En 1985, a los 33 años de vida, comienza la construcción de su propio estadio luego de una intensa búsqueda de terrenos y negativas. El terreno comprado a la Municipalidad tuvo que ser rellenado por 1500 camionadas de tierra para luego comenzar la construcción. De alguna forma el club tiene una parte del interior chaqueño ya que las construcciones que se realizaban los fines de semana, contaban con ladrillos trasladados desde las localidades de Lapachito, La Escondida, La Verde, Colonia Benítez. 
El estadio fue inaugurado con tribuna y vestuarios un 8 de enero de 1990, los 37 años y con un Clásico Portuario. En 1999, bajo la presidencia de Ernesto Sampayo se logra iluminación y construcción del playón deportivo.
En 2018 se inauguró el microestadio donde se realizan distintas actividades deportivas y sociales.
En 2019 se instaló el riego en el campo de juego y cámaras de seguridad en todo el predio, también se refaccionaron los accesos, iluminación y vallado. Las próximas obras cuentan con cabinas de transmisión, una piscina de 25 x 12 metros, más un predio para las inferiores.

## Palmarés
- Liga Chaqueña de Fútbol (1): Apertura 2024
- Torneo Federativo (Chaco) (1): 2022

## Rivalidades
Su clásico rival es Don Orione Atletic Club el cual, al igual que Defensores, se caracteriza por ser el único equipo de su localidad, pero debido a la cercanía entre Barranqueras y Puerto Vilelas ambas escuadras confluyen en un enfrentamiento conocido en el ámbito de la Liga Chaqueña como "El Clásico Portuario".